# Hein ter Meulen

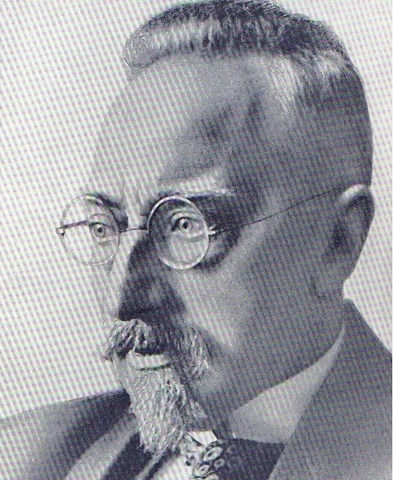
Hein ter Meulen, 1919

Hendricus Bernardus Johannus (Hein) ter Meulen (Amsterdam, 20 april 1873 - Kranenburg (Duitsland), 18 april 1922) was een koopman van manufacturen. 

## Levensloop
In 1897 begon ter Meulen, op 24-jarige leeftijd, een garen- en bandzaak. Hij bouwde die uit tot een goedlopende manufacturenzaak. Die was de basis voor de warenhuisketen en het postorderbedrijf Ter Meulen van zijn zoon, Ernst.
Ter Meulen trouwde met Engelina Cecilia Verbiest. Hij overleed plotseling op vakantie in Duitsland in 1922.